# Moldøyna
Moldøyna, est une île norvégienne du comté de Vestland appartenant administrativement à Fedje.

## Description
Rocheuse et couverte d'une légère végétation, à fleur d'eau, elle s'étend sur environ 651 m de longueur pour une largeur approximative de 203 m.
Elle compte une vingtaine d'habitations, plusieurs jetées, est traversée par une route et a diverses autres petites routes adjacentes. 